# Mont Gémini Est
Le mont Gémini Est est un volcan sous-marin de Nouvelle-Calédonie.